# استقلال (میسیسیپی)
استقلال (به انگلیسی: Independence) یک منطقهٔ مسکونی در ایالات متحده آمریکا است که در شهرستان تیت، میسیسیپی واقع شده‌است. استقلال ۱۰۲٫۱۱ متر بالاتر از سطح دریا قرار دارد.